# Ofensiva del Tet
La Ofensiva del Tet fue una importante operación militar y una de las campañas militares más grandes de la guerra de Vietnam. El Viet Cong (VC) y el Ejército Popular de Vietnam del Norte (EVN) lanzaron un ataque sorpresa el 30 de enero de 1968 contra las fuerzas del Ejército de la República de Vietnam del Sur (ERVN), las Fuerzas Armadas de los Estados Unidos y sus aliados. Fue una campaña de ataques sorpresa contra centros de mando y control militares y civiles en todo Vietnam del Sur. El nombre es la versión acortada del nombre del festival del Año Nuevo Lunar en vietnamita, Tết Nguyên Đán, con la ofensiva elegida durante un período de vacaciones ya que la mayoría del personal del ERVN estaba de permiso de vacaciones. El propósito de la ofensiva a gran escala del Politburó de Hanói era provocar inestabilidad política en la creencia de que el asalto armado masivo a los centros urbanos desencadenaría deserciones y rebeliones.
La ofensiva se lanzó prematuramente en las primeras horas de la mañana del 30 de enero en grandes partes de las zonas tácticas del I y II Cuerpo de Vietnam del Sur. Este ataque temprano permitió a las fuerzas aliadas algo de tiempo para preparar medidas defensivas. Cuando comenzó la operación principal durante las primeras horas de la mañana del 31 de enero, la ofensiva se extendió por todo el país; finalmente, más de 80.000 tropas de los EVN/VC atacaron más de 100 pueblos y ciudades, incluidas 36 de las 44 capitales provinciales, cinco de las seis ciudades autónomas, 72 de las 245 ciudades de distrito y la capital del sur.  La ofensiva fue la operación militar más grande realizada por cualquiera de los dos bandos hasta ese momento de la guerra.
Hanói había lanzado la ofensiva con la creencia de que desencadenaría un levantamiento popular que llevaría al colapso del gobierno de Vietnam del Sur. Aunque los ataques iniciales sorprendieron a los aliados, haciéndoles perder el control de varias ciudades temporalmente, rápidamente se reagruparon, repelieron los ataques e infligieron grandes bajas a las fuerzas de EVN/VC. El levantamiento popular anticipado por Hanói nunca se materializó. Durante la Batalla de Huế, los intensos combates duraron un mes, lo que resultó en la destrucción de la ciudad. Durante su ocupación, el EVN/VC ejecutó a miles de personas en la Masacre de Huế. Alrededor de la base de combate estadounidense en Khe Sanh, los combates continuaron durante dos meses más.
La ofensiva fue una derrota militar para Vietnam del Norte, ya que no hubo levantamientos ni deserciones de unidades del ERVN en Vietnam del Sur. Sin embargo, esta ofensiva tuvo consecuencias de largo alcance por su efecto en las opiniones de la guerra de Vietnam por parte del público estadounidense y del mundo en general. El general Westmoreland informó que derrotar al EVN/VC requeriría 200.000 soldados estadounidenses más y la activación de las reservas, lo que llevó incluso a los partidarios leales de la guerra a admitir que la estrategia de guerra actual requería una revaluación. La ofensiva tuvo un fuerte efecto en el gobierno de los EE. UU. y conmocionó al público estadounidense, al que sus líderes políticos y militares habían llevado a creer que los norvietnamitas estaban siendo derrotados y eran incapaces de lanzar una operación militar tan ambiciosa. La gran cantidad de soldados estadounidenses muertos durante la ofensiva, unos 4.000, no fue digerida por el pueblo estadounidense. Por este motivo y por el incremento del reclutamiento el apoyo público estadounidense a la guerra disminuyó. Posteriormente, el gobierno de Lyndon B. Johnson buscó negociaciones para poner fin a la guerra. Poco antes de las elecciones presidenciales de Estados Unidos de 1968, el candidato republicano y exvicepresidente Richard Nixon alentó al presidente de Vietnam del Sur, Nguyễn Văn Thiệu, a mostrarse públicamente poco cooperativo en las negociaciones, lo que puso en duda la capacidad de Johnson para lograr la paz.
Algunos autores consideran que la ofensiva se trató de una derrota táctica, ya que además de morir decenas de miles de combatientes norvietnamitas, perdieron la totalidad de lo conquistado. Sin embargo, se considera que fue una victoria estratégica debido al anterior cambio que provocó en la estrategia militar estadounidense.
El término "ofensiva del Tet" generalmente se refiere a la ofensiva de enero-febrero de 1968, pero también puede incluir la llamada ofensiva "Mini-Tet" que tuvo lugar en mayo y la ofensiva de Fase III en agosto, o las 21 semanas de combate inusualmente intenso que siguieron a los ataques iniciales en enero.

## Objetivos

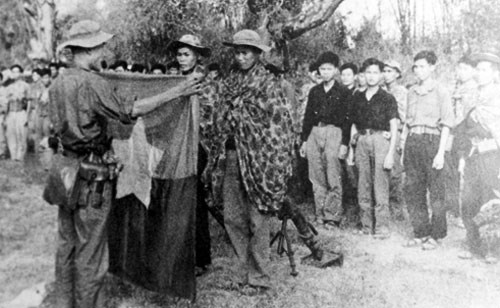
Las fuerzas especiales del Vietcong toman juramento antes de la Ofensiva del Tet.

La ofensiva del Tet tiene un precedente en la guerra de Indochina, cuando el Viet Minh anunció con gran despliegue propagandístico que Hồ Chí Minh estaría en Hanói para celebrar el Año Nuevo Vietnamita (fiesta del Tết, o en vietnamita: Tết Nguyên Dán). Más de diez años después, los preparativos fueron más discretos; en el mes de julio de 1967, Hanói citó a sus diplomáticos para una reunión donde se decidiría esta ofensiva.
Al mismo tiempo, se entablaron contactos con el FLNV (el Vietcong) para realizar las ofensivas conjuntamente.
Las dos fuerzas deberían ejercer una presión tal sobre el Ejército de Vietnam del Sur que se desmoronaría y la victoria, si no completa, estaría mucho más cerca.

## Campaña de distracción
Para tener ocupadas a las tropas estadounidenses y survietnamitas, y lograr una gran sorpresa Hanói, preparó tres grandes operaciones:[cita requerida]
- Campaña diplomática ofreciendo nuevas propuestas de paz que desconcertaron al equipo del presidente Lyndon B. Johnson sobre lo que realmente estaban preparando.
- Ataques con varias divisiones e incluso vehículos de combate contra las posiciones de las Fuerzas Especiales en Loc Ninh, en las Tierras Altas Centrales. Esta posición era de gran importancia porque cortaba la ruta Ho Chi Minh de camino hacia Saigón. Además, otros autores,[15] añaden el sitio de Khe Sanh como parte de la operación para mantener distraídas a las fuerzas estadounidenses del objetivo principal.
- La fecha para lanzar la operación fue escogida meticulosamente: En esos días muchos soldados del Sur estarían de permiso.

La CIA y otros servicios habían percibido algunos de estos síntomas y habían informado de ello, pero los informes no fueron tomados lo suficientemente en cuenta por incompletos.

## Fase I
El 21 de enero comenzó el sitio de Khe Sanh y los informes sobre preparativos de una gran ofensiva ya no se tuvieron en cuenta.

### Ataques

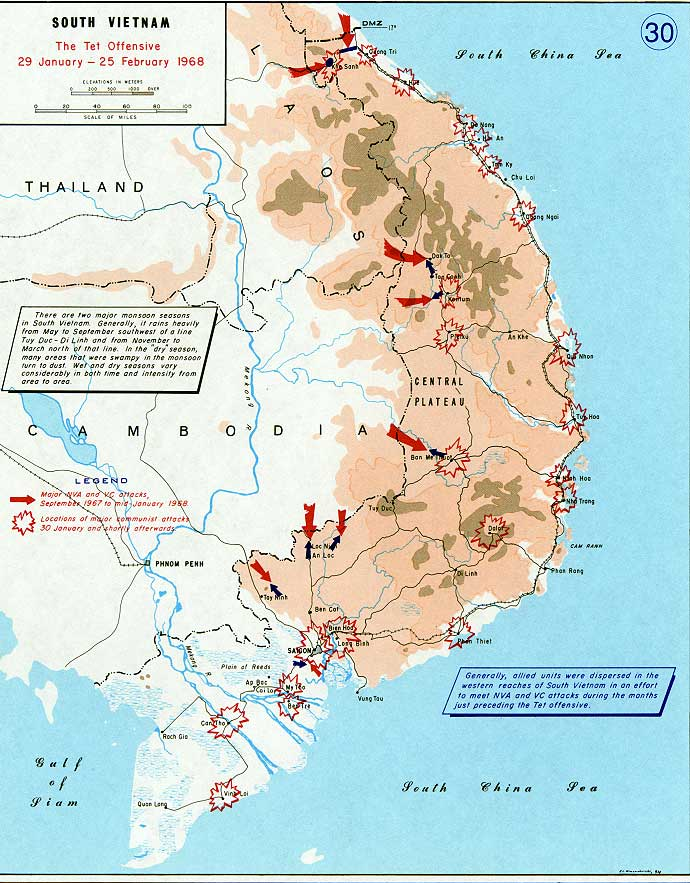
Algunos de los principales ataques a objetivos por el FNLV durante la ofensiva del Tet, entre el 29 de enero y el 25 de febrero de 1968.

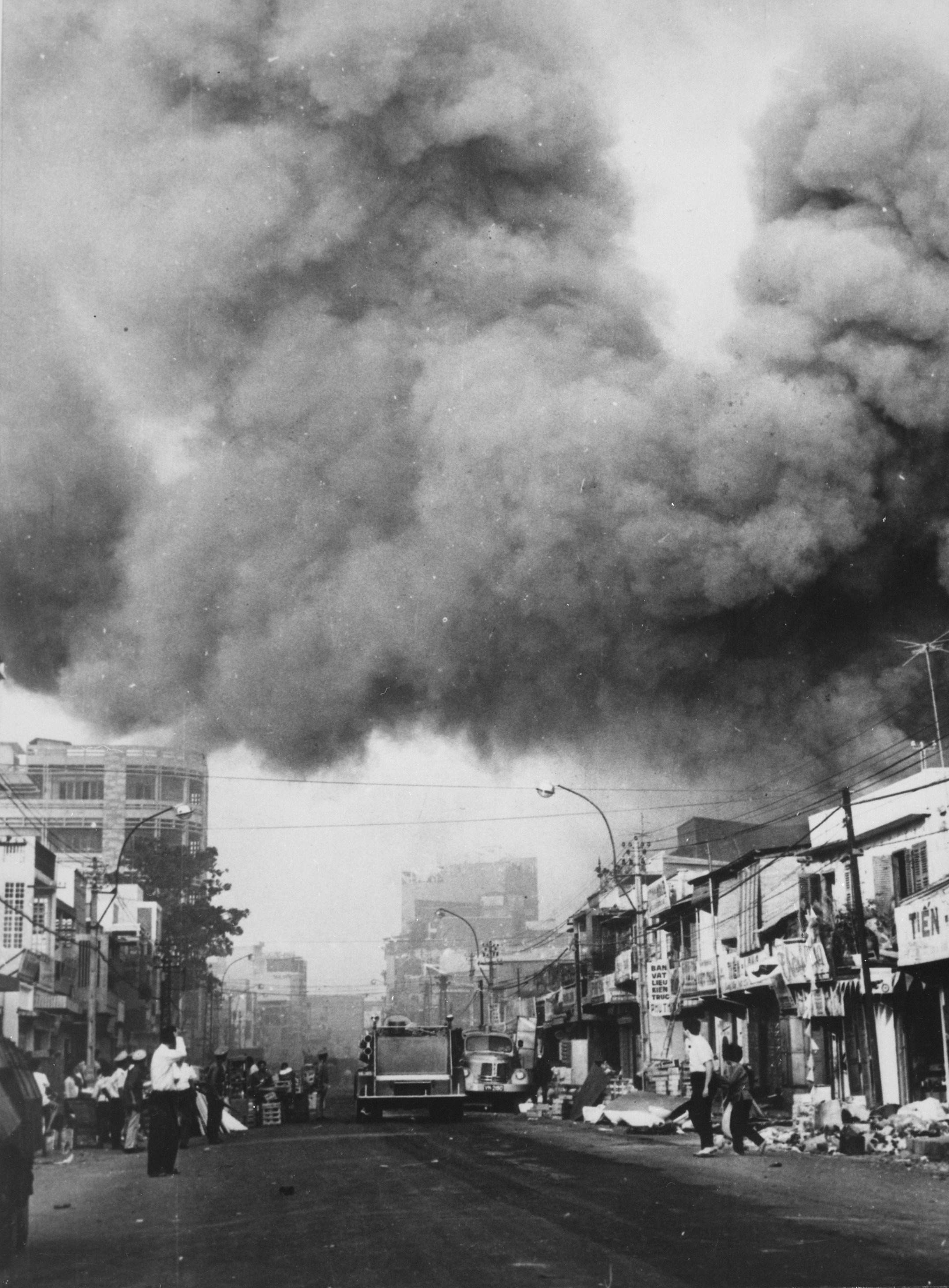
El humo negro cubre zonas de Saigón durante la ofensiva del Tet.

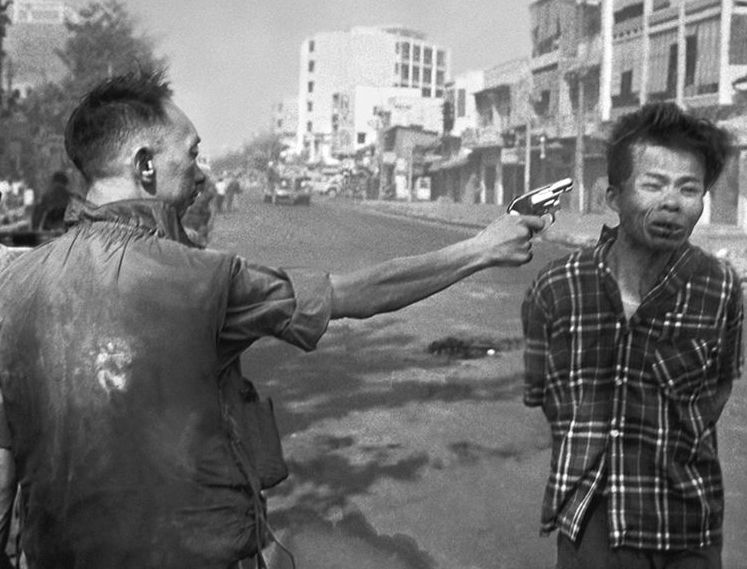
La ejecución de Nguyễn Văn Lém, una de las imágenes más famosas de esta guerra.

El 30 de enero de 1968, soldados comunistas comenzaron a infiltrarse entre los campesinos de seis provincias distintas para después atacar edificios gubernamentales y cuarteles con armas portátiles y granadas de mortero. Se puso en alerta a todas las fuerzas estadounidenses y se pensaba hacer volver a las vietnamitas pero, por la noche, la mayoría de los infiltrados habían caído o habían sido hechos prisioneros, por lo que se creyó que aquello no eran los preludios de la gran ofensiva anunciada por los servicios de inteligencia.
Durante la noche del 30 al 31, de repente, 84.000 combatientes comandados por los dirigentes Chi Fu Lua y Hồ Chí Minh reanudaron los ataques por todo el país. El 1 de febrero, los comunistas ya estaban dentro de Saigón, habían atacado 36 de las 44 capitales de provincia, cinco de las seis ciudades autónomas y 64 de las 242 capitales de distrito. Durante los fuegos artificiales o poco después fueron atacados los principales cuarteles, la Junta de Jefes, la Emisora Nacional de Radio, el cuartel general del ERVN y varias embajadas. Pero una de la que más repercusiones ocasionó posteriormente fue el asalto a la embajada de Estados Unidos por un comando de diecinueve vietcongs.
La ciudad imperial de Vietnam, Huế, quedó totalmente en poder de los comunistas. Incluso las zonas consideradas seguras también fueron atacadas. Así la provincia costera al sur de Saigón fue tiroteada, el hospital acribillado y varias granadas impactaron junto al edificio.
En el resto del país, los guerrilleros se atrincheraban en las posiciones tomadas y aguardaban el contraataque con todas las armas a su alcance.
La sorpresa fue casi total,[cita requerida] pese a las sospechas fundadas que había. El ejército de Vietnam del Sur estaba sintiéndose desbordado; pero los oficiales incompetentes seguían aún fuera de sus puestos, sin dirigir las operaciones. No obstante para los estadounidenses, aquellos ataques constituían una oportunidad de descargar su inmensa potencia de fuego sobre un enemigo atrincherado en lugares ocultos entre la maleza. Esa situación no estaban dispuestos a desaprovecharla.

### Contraataques

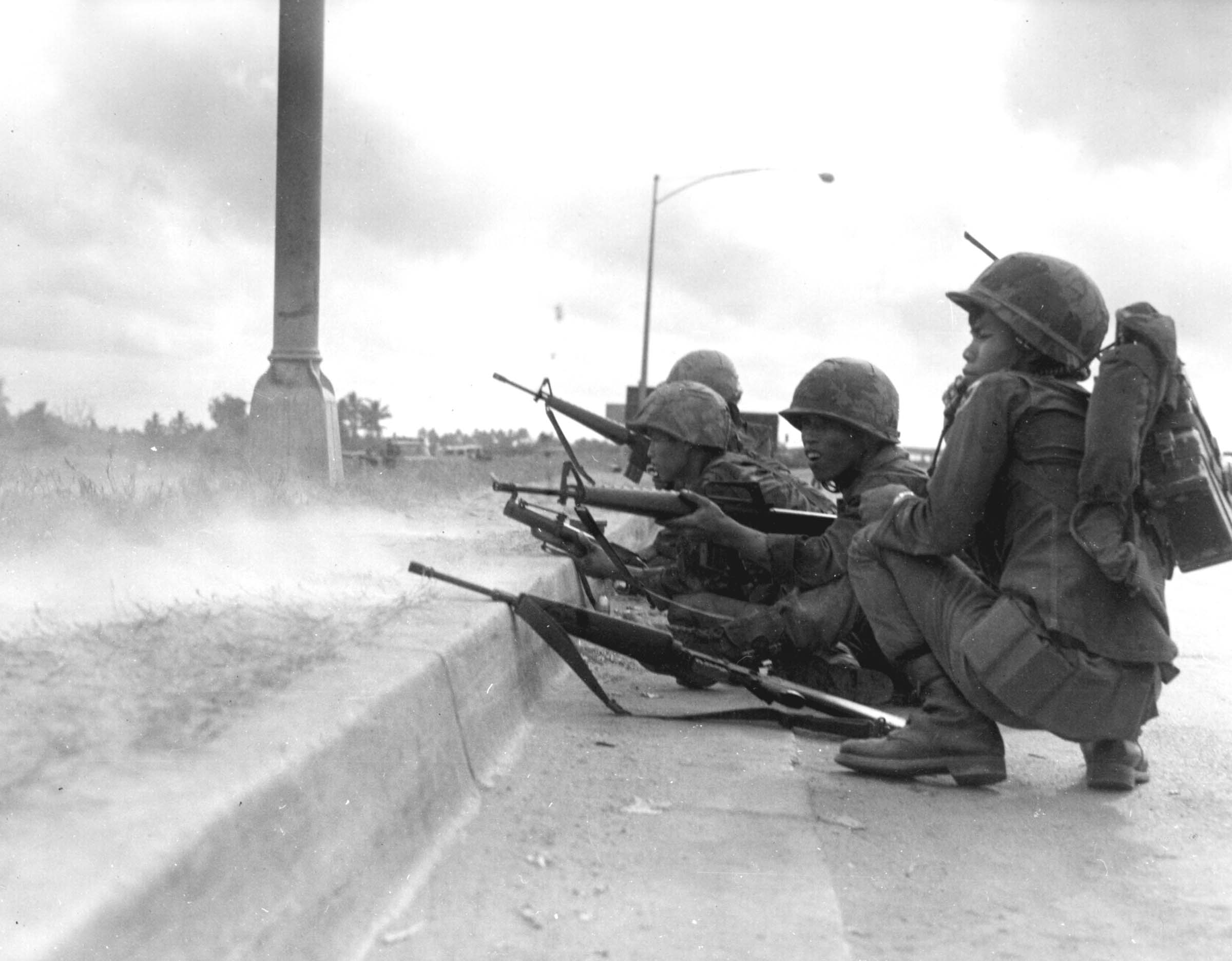
Soldados survietnamitas defendiendo Saigón durante la ofensiva.

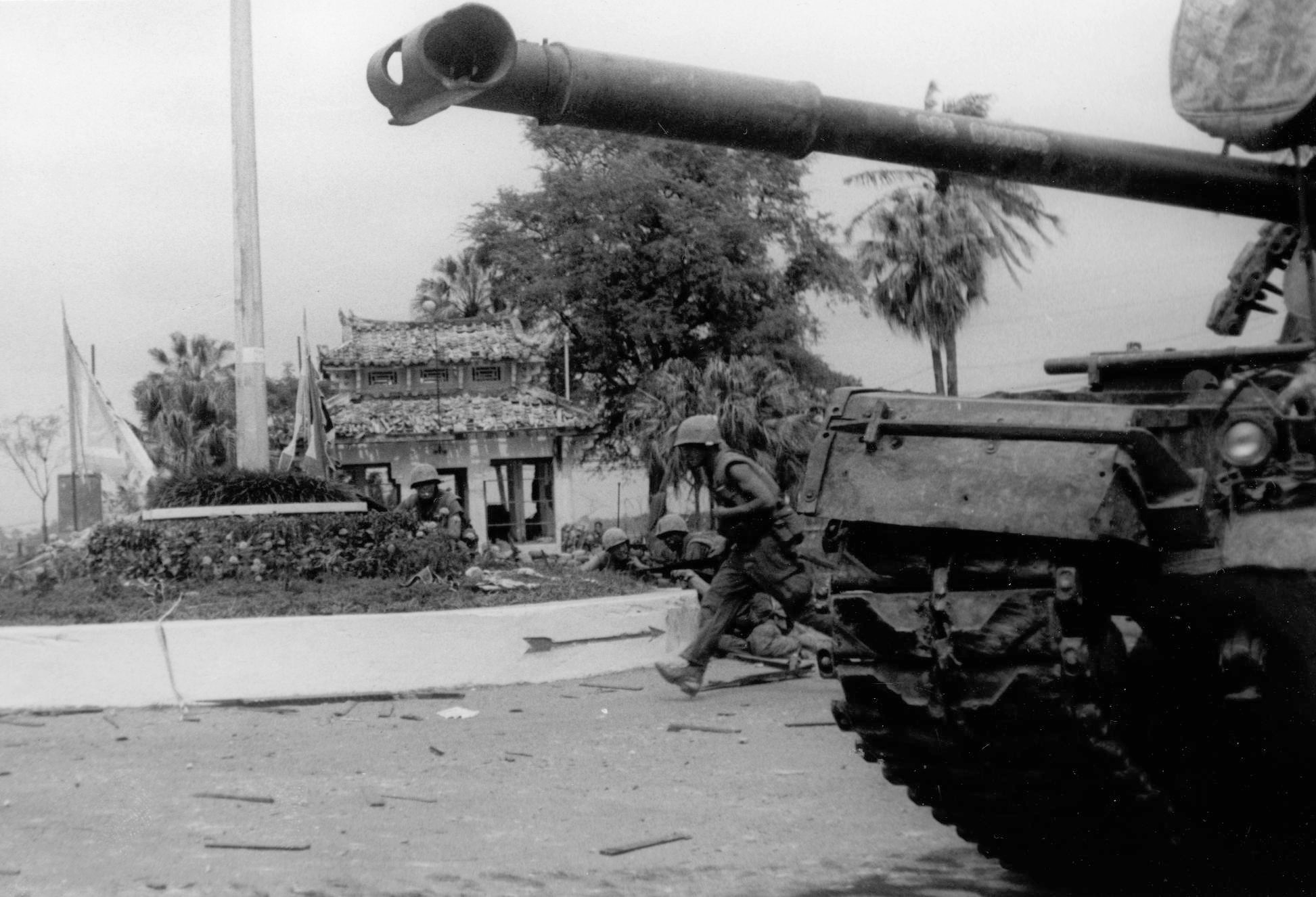
Los marines estadounidenses avanzan junto a un tanque M48 Patton durante la batalla de Huế.

El ejército de Estados Unidos y el ERVN lanzaron contraataques generalizados con artillería, tanques y helicópteros incluida la propia capital. Todas las fuerzas disponibles fueron movilizadas y puestas a combatir para ir recuperando poco a poco el terreno perdido, empezando por la capital y continuando por las otras provincias. Hué fue de las últimas, pero finalmente también se reconquistó a un precio inmenso de destrucción. Stanley Kubrick lo demostró en su película Full Metal Jacket.
Los soldados regulares del Norte resistieron, pero más resistieron los guerrilleros del Vietcong que no fueron auxiliados ni reemplazados. En combates como estos se forjó el legendario cuerpo de los Pijamas Negros, los miembros del Vietcong que vestían esta prenda tradicional vietnamita y que se encadenaban a los árboles, arrojaban lejos la llave y combatían con su fusil o subfusil sin posibilidades de retirada ni rendición.
Pese a todo, la inmensa potencia de fuego que podían desplegar los helicópteros estadounidenses y sus tanques hacía que casi cualquier posición fija fuera indefendible, cosa que ya conocían los vietnamitas por batallas como la batalla del valle de Ia Drang o la operación Starlite.
Los combates resultaron muy duros y la destrucción que sufrieron las ciudades por el empleo de armas pesadas fue muy grande.[cita requerida] El ejemplo más dramático lo constituyó la ciudad imperial de Hué, que quedó prácticamente arrasada.[cita requerida] Pero salvo casos como ese, en pocas horas o algunos días a más tardar, la totalidad de lo perdido estaba recuperado.[cita requerida]
La embajada de Estados Unidos se recuperó rápidamente porque el comando vietcong no logró ni siquiera cruzar el jardín.[cita requerida] Las demás ciudades tardaron un poco más, quizá la última fue la de Hué, que ocuparon totalmente el 23 de febrero. A finales de marzo la actividad había decaído bastante.

## Fases II y III

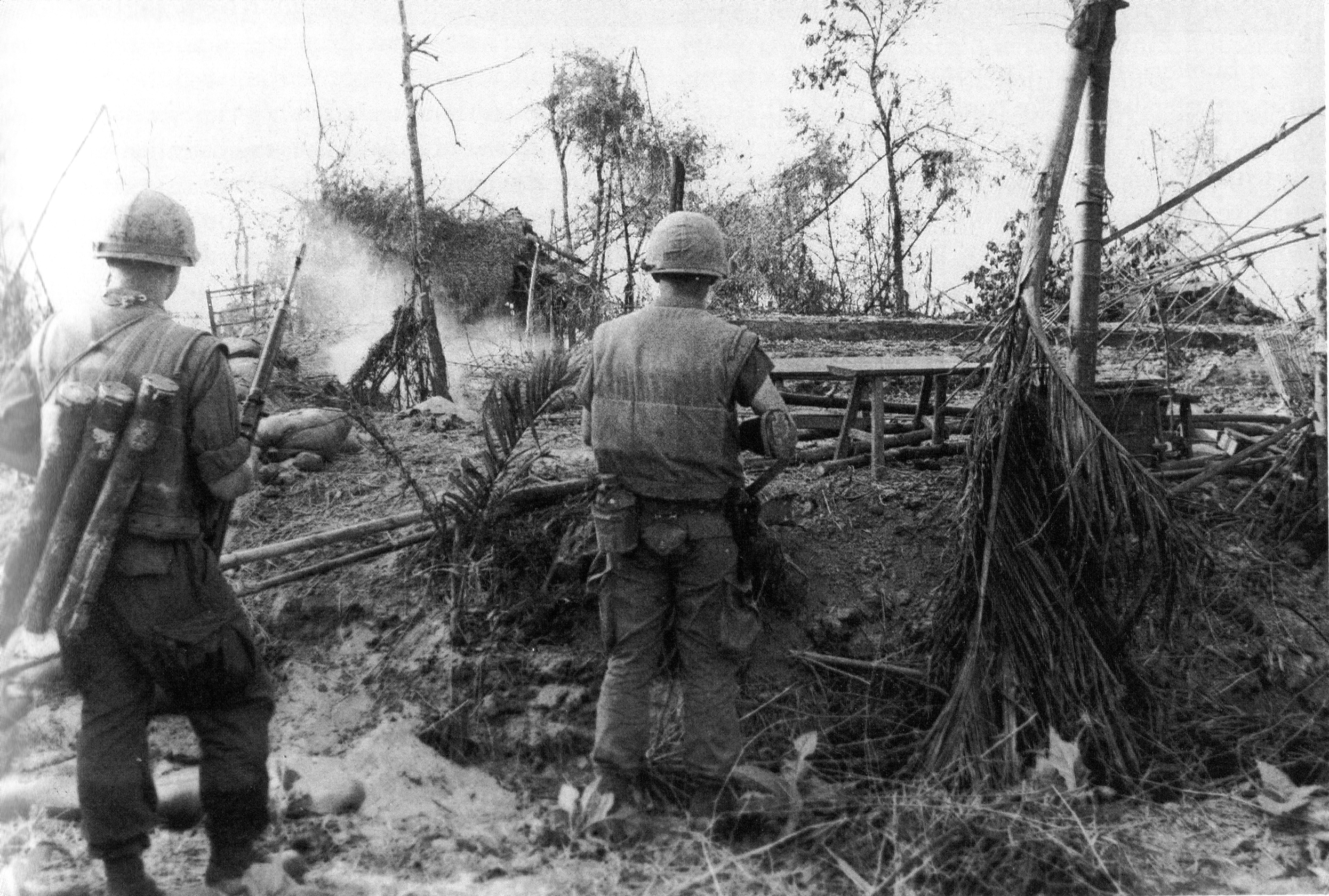
Los marines estadounidenses avanzan entre las ruinas de la aldea de Dai Do después de varios días de intensos combates.

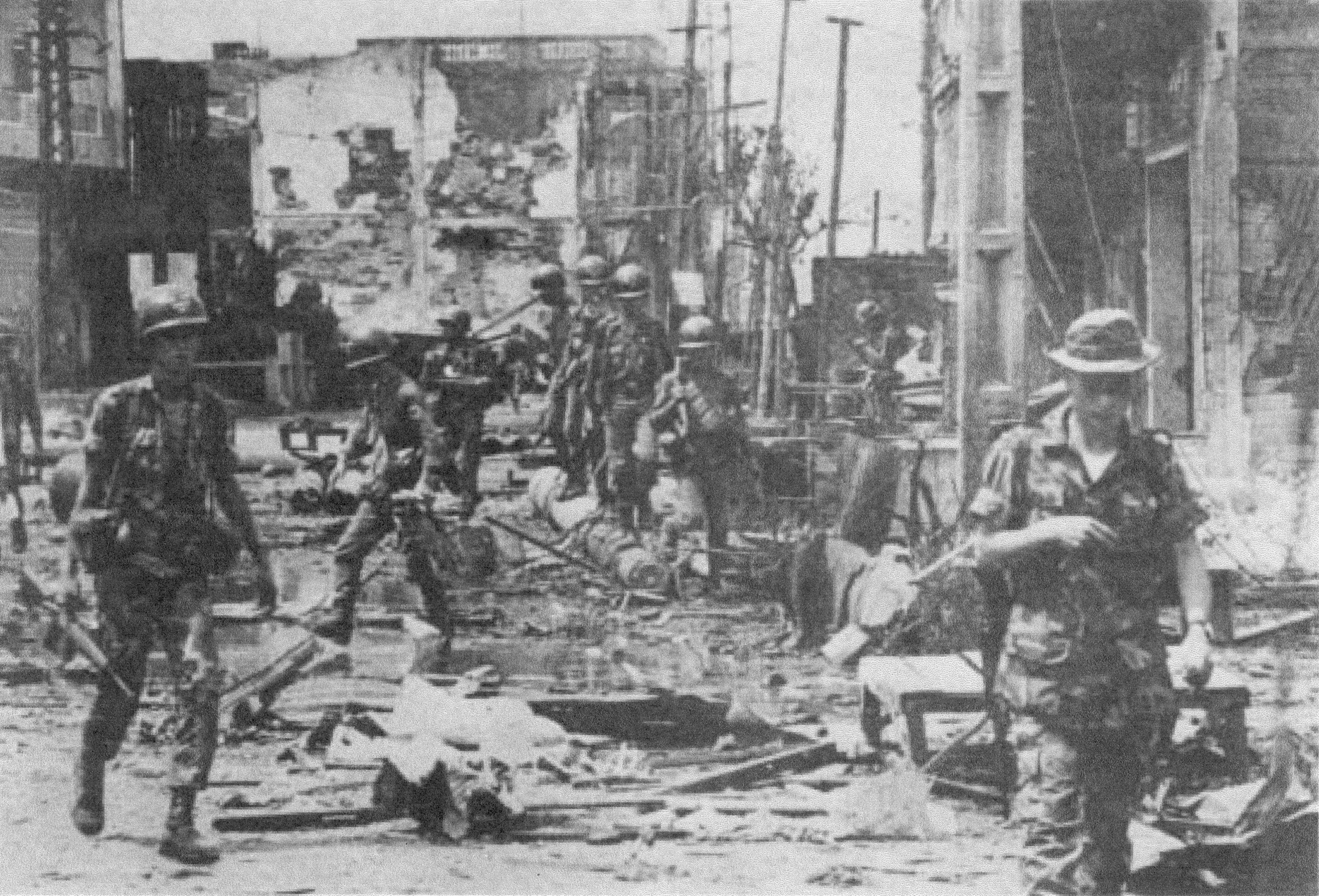
Rangers del ERVN avanzando por el oeste de Cholon, Saigón, 10 de mayo de 1968.

Para mejorar aún más su postura política en las negociaciones de París, que arrancaron el 13 de mayo, los norvietnamitas inauguraron la segunda etapa de la ofensiva general a finales de abril. La inteligencia estadounidense estima que, entre febrero y mayo, el EVN envió 50.000 hombres por el sendero de Hồ Chí Minh para reemplazar las pérdidas sufridas durante los enfrentamientos anteriores. Algunos de los combates más prolongados y crueles de la guerra comenzaron el 29 de abril y duraron hasta 30 de mayo cuando los 8.000 hombres de la 320.ª división del EVN, respaldados por la artillería de toda la zona desmilitarizada, amenazaron a la base logística de EE. UU. en Dong Ha, en el noroeste de la provincia de Quang Tri. En lo que se conoció como la Batalla de Dai Do, los norvietnamitas se enfrentaron ferozmente con la marina y ejército estadounidenses y las fuerzas de FARV antes de retirarse. Los norvietnamitas perdieron alrededor de 2.100 hombres después de infligir bajas a los aliados de 290 muertos y 946 heridos.
Durante la madrugada del 4 de mayo unidades comunistas ejecutaron la segunda fase de la ofensiva (conocida por los survietnamitas y los estadounidenses como «Mini-Tet») con el objetivo de eliminar 119 objetivos en todo el sur de Vietnam, incluyendo Saigón. Sin embargo, esta vez la inteligencia aliada estaba mejor preparada, quitando el elemento de sorpresa. La mayor parte de las fuerzas comunistas fueron interceptadas por elementos aliados actuando como filtros antes de que alcanzaran sus objetivos. Trece batallones del Vietcong lograron penetrar la barrera y una vez más el caos reinó en la capital. En Phu Lam el combate fue particularmente intenso, tomó dos días acabar con el batallón local de 267 soldados del Viet Cong, alrededor del Puente Y, y en Tan Son Nhut. Para el 12 de mayo, las fuerzas del Vietcong se retiraron del área dejando atrás más de 3.000 muertos.
La lucha alrededor de Saigón no amainó antes que la de las fuerzas estadounidenses en la provincia de Quang Tín. Allí sufrieron lo que fue, sin duda, su peor derrota de toda la guerra. El 10 de mayo, dos regimientos de la 2.ª División del EVN atacaron Kham Duc, el último campo de vigilancia fronteriza de las Fuerzas Especiales en el Primer Cuerpo. 1.800 soldados estadounidenses y survietnamitas fueron aislados, y bajo un intenso ataque, el Comando de Asistencia Militar para Vietnam tomó la decisión de evacuar Kham Duc por vía aérea, abandonándola a los norvietnamitas.
Los comunistas volvieron a Saigón el 25 de mayo y lanzaron una segunda ola de ataques a la ciudad. Los combates durante esta fase difieren de Tet Mau Than y el «Mini-Tet» en que no fueron atacadas instalaciones de EE. UU. Durante esta serie de ofensivas, el Viet Cong ocupó seis pagodas budistas bajo la creencia errónea de que serían inmunes a la artillería y ataques aéreos. Los combates más feroces tuvieron lugar una vez más en Cholon. Un acontecimiento notable se produjo el 18 de junio, cuando 152 miembros del Regimiento Quyet Thang del Viet Cong se rindieron a las fuerzas del ejército survietnamita, la mayor deserción comunista de la guerra. Las acciones también trajeron más muertes y sufrimiento a los habitantes de la ciudad. Más de 500 fueron asesinados y otros 4.500 resultaron heridos, sumados a 87.000 personas que fueron desplazadas de sus hogares. Durante la segunda fase (5 al 30 de mayo) Las bajas estadounidenses ascendieron a 1.161 muertos y 3.954 heridos, mientras que 143 soldados de Vietnam del Sur murieron y otras 643 resultaron heridos.
La fase III de la ofensiva comenzó el 17 de agosto e incluyó ataques en los Cuerpos I, II y III. Cabe destacar que durante esta serie de operaciones solo participaron las fuerzas de Vietnam del Norte. La ofensiva principal fue precedida por ataques a los pueblos fronterizos de Tay Ninh, An Loc y Loc Ninh, que se iniciaron con el fin de remover a las fuerzas de defensa de las ciudades. El 16 de agosto, los marines estadounidenses se adelantaron a un avance contra Da Nang. Continuando con sus operaciones de remoción en la frontera, tres regimientos de Vietnam del Norte aseguraron una fuerte presión sobre el campamento de las Fuerzas Especiales de EE. UU. en Bu Prang, en la provincia de Quang Duc, a 5 km de la frontera con Camboya. El combate duró dos días antes de los norvietnamitas se quebraran, la batalla resultó en la muerte de 776 norvietnamitas, 114 survietnamitas y 2 estadounidenses.
Saigón fue azotada de nuevo durante esta etapa, pero los ataques eran menos sostenidos y fueron una vez más fácilmente repelidos. En lo que se refiere a CAMV, la ofensiva de agosto «fue un fracaso total». En cinco semanas de lucha y después de la pérdida de veinte mil hombres, ni un solo objetivo había sido alcanzado durante esta fase final y decisiva. Sin embargo, como el historiador Ronald Spector ha señalado «los fracasos comunistas no fueron definitivos o determinantes tampoco». Durante el mismo período, 700 soldados estadounidenses murieron en acción.
Las bajas horrendas y los sufrimientos padecidos por las unidades comunistas durante estas operaciones sostenidas empezaban a hacerse notar. El hecho de que no se lograra militarmente algún tipo de ganancia aparente, que podría haber justificado toda la sangre y el esfuerzo, solo agrava la situación. Durante el primer semestre de 1969, más de 20.000 soldados comunistas se unieron a las fuerzas aliadas, un aumento de tres veces respecto a la cifra de 1968. El 5 de abril de 1969, la Oficina Central para Vietnam del Sur emitió la Directiva n.º 55 a todas sus unidades subordinadas:

Nunca más y, en ningún caso, vamos a arriesgar toda nuestra fuerza militar para apenas tal ofensiva; por el contrario, debemos esforzarnos por preservar nuestro potencial militar para futuras campañas.

## Consecuencias

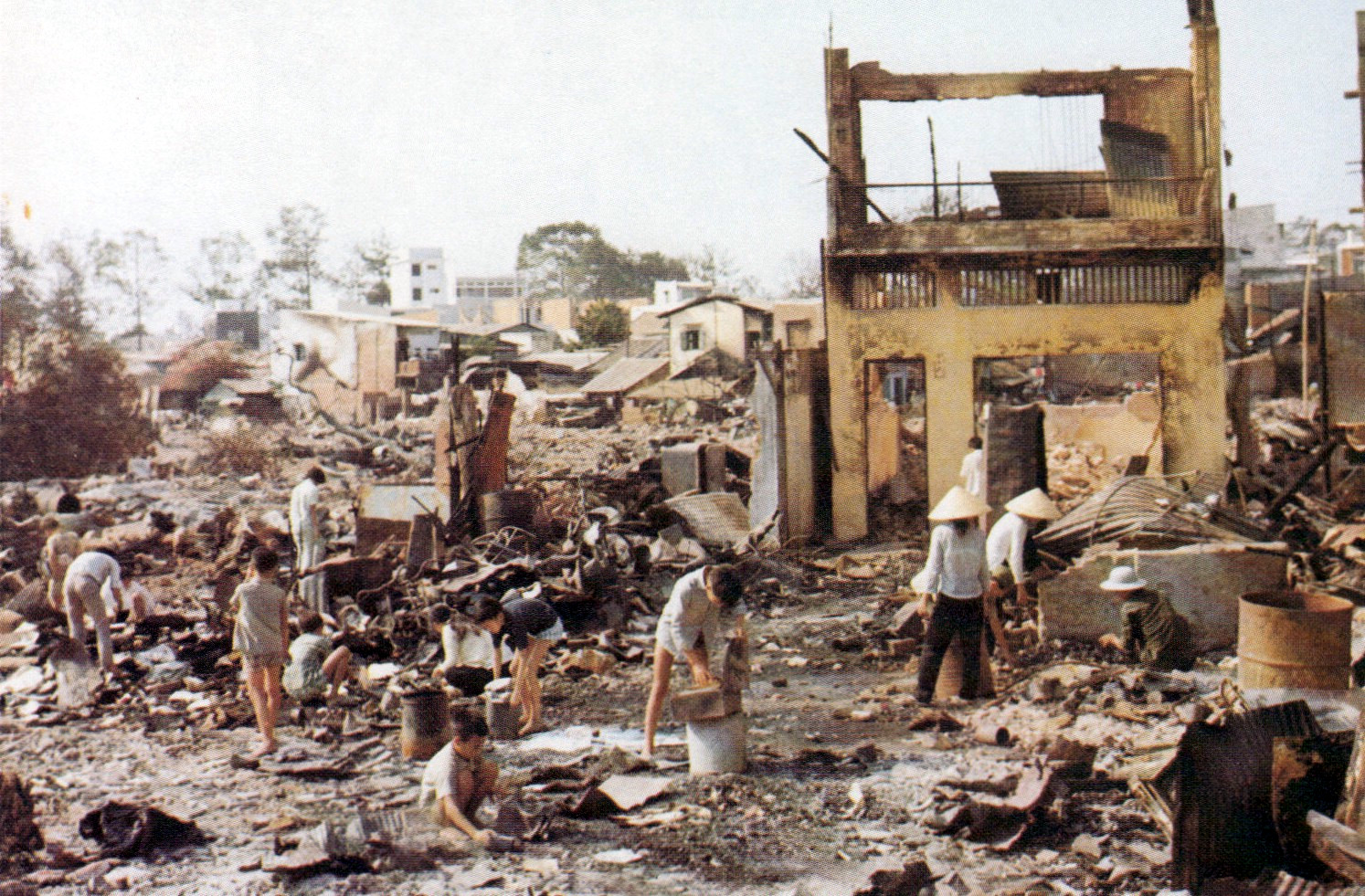
Los civiles revisan las ruinas de sus hogares en Cholon, el barrio chino de Saigón, muy dañado.

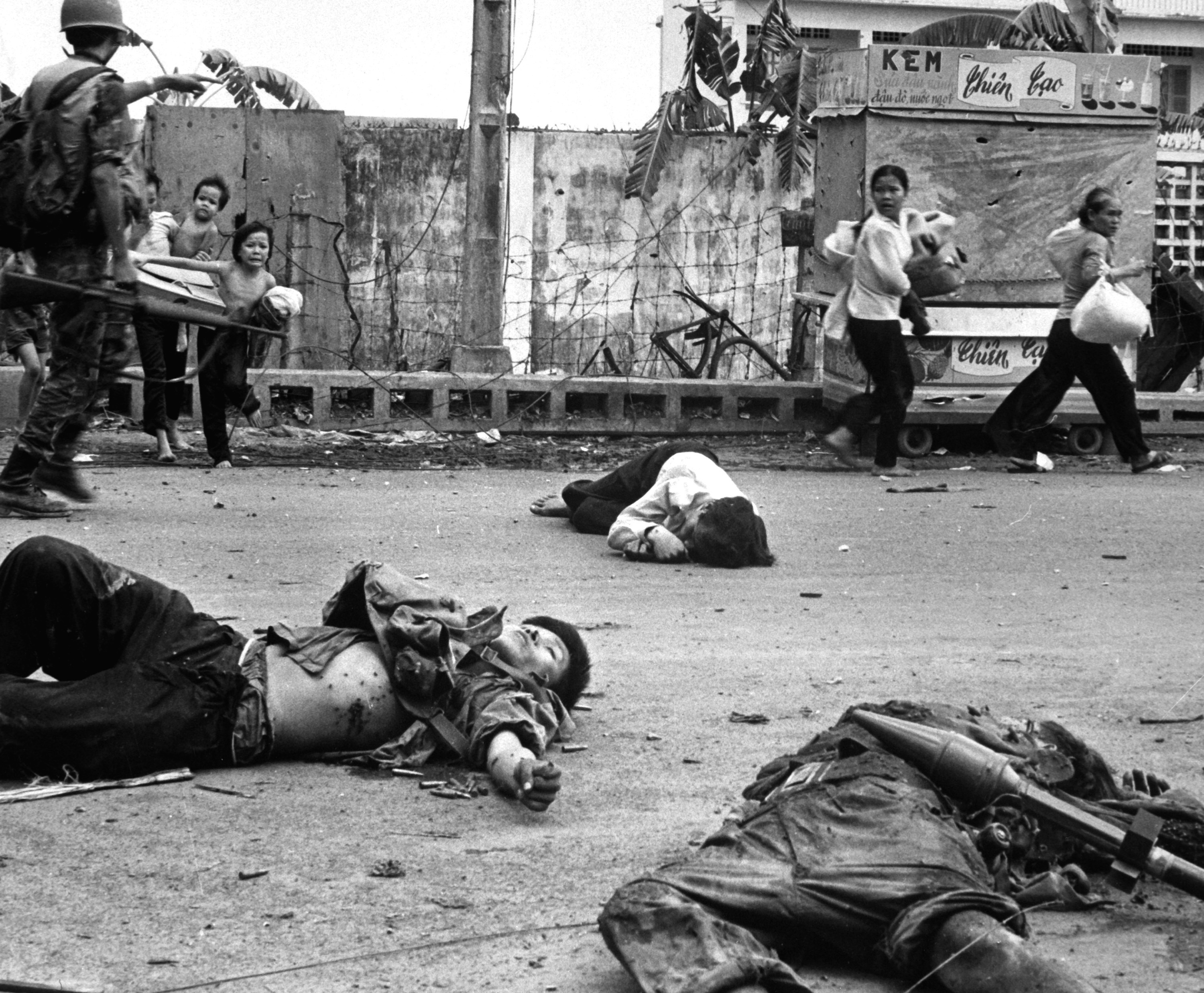
La Ofensiva del Tet resultó muy dañina para las fuerzas del EVN y el Viet Cong, pero lo fue mucho más para la moral de Estados Unidos. En la imagen, varios cuerpos de combatientes del Vietcong yacen a la vista de mujeres y niños; mayo de 1968.

Para los militares estadounidenses, la victoria era completa,[cita requerida] pues habían destruido casi totalmente al Vietcong y a las unidades infiltradas del EVN, unas 37.000 bajas confirmadas y quizá unas 50.000 calculadas por el Pentágono,[cita requerida], aunque las de los aliados tampoco fueron desdeñables.
El ejército del Sur resistió con fuerza la ofensiva y no se desmoronó. Tampoco el gobierno de Vietnam del Sur acusó especialmente la presión.
Las fuerzas comunistas no fueron totalmente aniquiladas y, en el verano de ese mismo año, se habían reestructurado y pudieron lanzar otra ofensiva,[cita requerida] llamada la del Mini-Tet por su menor tamaño.
Pero, para el pueblo estadounidense, la del Tet constituyó una derrota en toda regla.[cita requerida] No solo las optimistas afirmaciones de sus militares habían resultado totalmente equivocadas, sino que los comunistas podían entrar en cualquier lugar de Vietnam del Sur. Se había roto por completo la sensación de ir avanzando en la contienda y se había violado su territorio. Todo el esfuerzo de casi tres años de campaña se demostraba inútil. Para muchos más de los que lo pensaban a principios de año, Vietnam no era más que un matadero y había que ir pensando en abandonarlo.[cita requerida]

## Intrigas e incógnitas

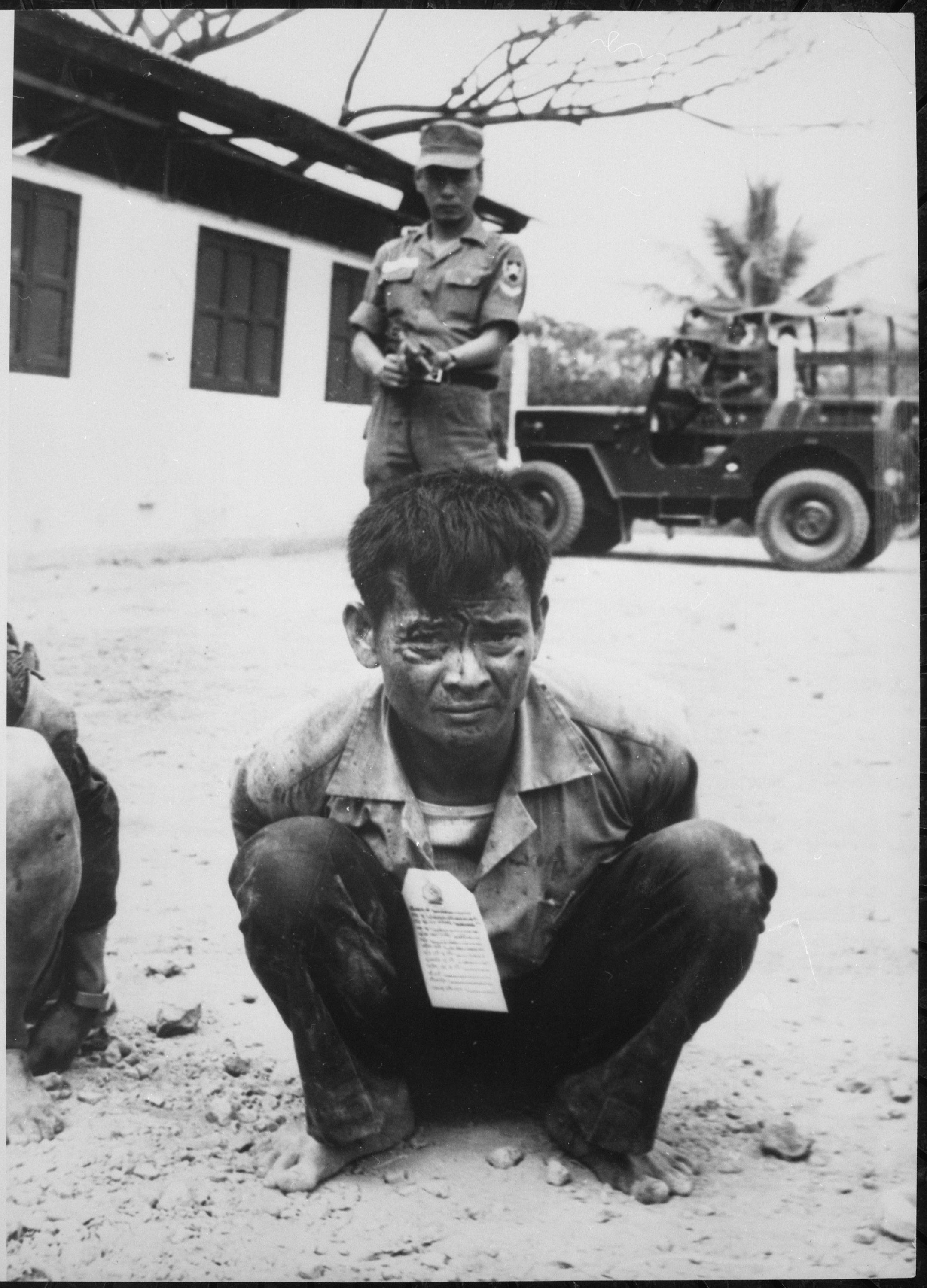
Un guerrillero del Vietcong espera ser interrogado tras su captura en los ataques a Saigón.

En operaciones como esta se sabe muy poco de la postura vietnamita porque siempre han sido un libro cerrado. Si tuvieron o no varios motivos aparte del desgaste a las fuerzas de Vietnam del Sur y de Estados Unidos es algo que a principios del siglo XXI sigue ignorándose.
Siempre se ha considerado al general Vo Nguyen Giap un hombre cauto, buen estratega y que difícilmente caía dos veces en el mismo error.[cita requerida] Por eso sorprende una ofensiva como la del Tet donde militarmente tenía todas las de perder, detalle que él conocía perfectamente. Esto muestra, para algunos autores, que el general Giap, pese a ser cauto y paciente, también adolecía de impaciencia en determinadas ocasiones o de excesiva prisa por terminar la contienda. Un defecto que ya le llevó a sufrir numerosas bajas en Dien Bien Phu.
Otros historiadores aducen que las intenciones de Giap con la ofensiva del Tet realmente lo que pretendían era influir en la opinión pública estadounidense, cosa que logró con indiscutible éxito.[cita requerida] Sin embargo, el propio general declaró que esta posibilidad no se tuvo en cuenta en la práctica y que el objetivo real era poner contra las cuerdas al gobierno del Sur mediante un fuerte desgaste.[cita requerida]
La ofensiva del Tet ocurrió en vísperas de las nuevas elecciones presidenciales estadounidenses y se ha especulado que posiblemente Giap albergaba la esperanza de que un alzamiento popular generalizado contra el corrupto gobierno de Vietnam del Sur, en quien nadie creía, podría persuadir al nuevo Presidente de replantearse su apoyo a ese régimen desprestigiado y lo abandonaran a su suerte.
Existe otra teoría la cual postula como uno de los objetivos de esta ofensiva era el «sacrificar» una fuerza aliada de Hanói (el Vietcong),[cita requerida] pero con base en el Sur, difícil de manejar, y sobre todo independiente del poder del Norte. Esto explicaría la razón por la que sus tropas tenían órdenes de atrincherarse en las posiciones recién tomadas a la espera de refuerzos, cuando sus actuaciones habituales consistían en atacar y desaparecer. Además se les mandaba resistir contra un enemigo con una potencia de fuego y una movilidad inmensamente superior a la suya, cosa que aprendieron con sangre en la operación Starlite.
Unido al postulado anterior o dentro del mismo, estaría un quinto objetivo: demostrar a los ciudadanos del Sur quién tenía el poder y quién daría las órdenes tras la futura reunificación. Esto explicaría los crímenes cometidos en Hué, dónde fueron asesinadas alrededor de 3000 personas, y otras ciudades, además de las fosas comunes encontradas.
Pero resulta muy difícil saber si estos postulados son correctos o no sin tener acceso a las fuentes vietnamitas.

## Comparación
Pese a que la ofensiva del Tet presenta pocos puntos de comparación con otras batallas posteriores, como la batalla de Mogadiscio, siempre se la ha tomado como un referente ante cualquier situación donde las fuerzas estadounidenses no conseguían una victoria contundente.
Se preguntó a George W. Bush si la escalada de atentados sufridos en la guerra de Irak durante la campaña electoral de 2006 en Estados Unidos se parecía a la ofensiva del Tet. El presidente respondió que ambas situaciones sí se parecían, pese a la posterior matización oficial emitida por la Casa Blanca según la cual la comparación era entre las escaladas de actividad, no entre la marcha de ambas guerras.